# Audioriver Festival

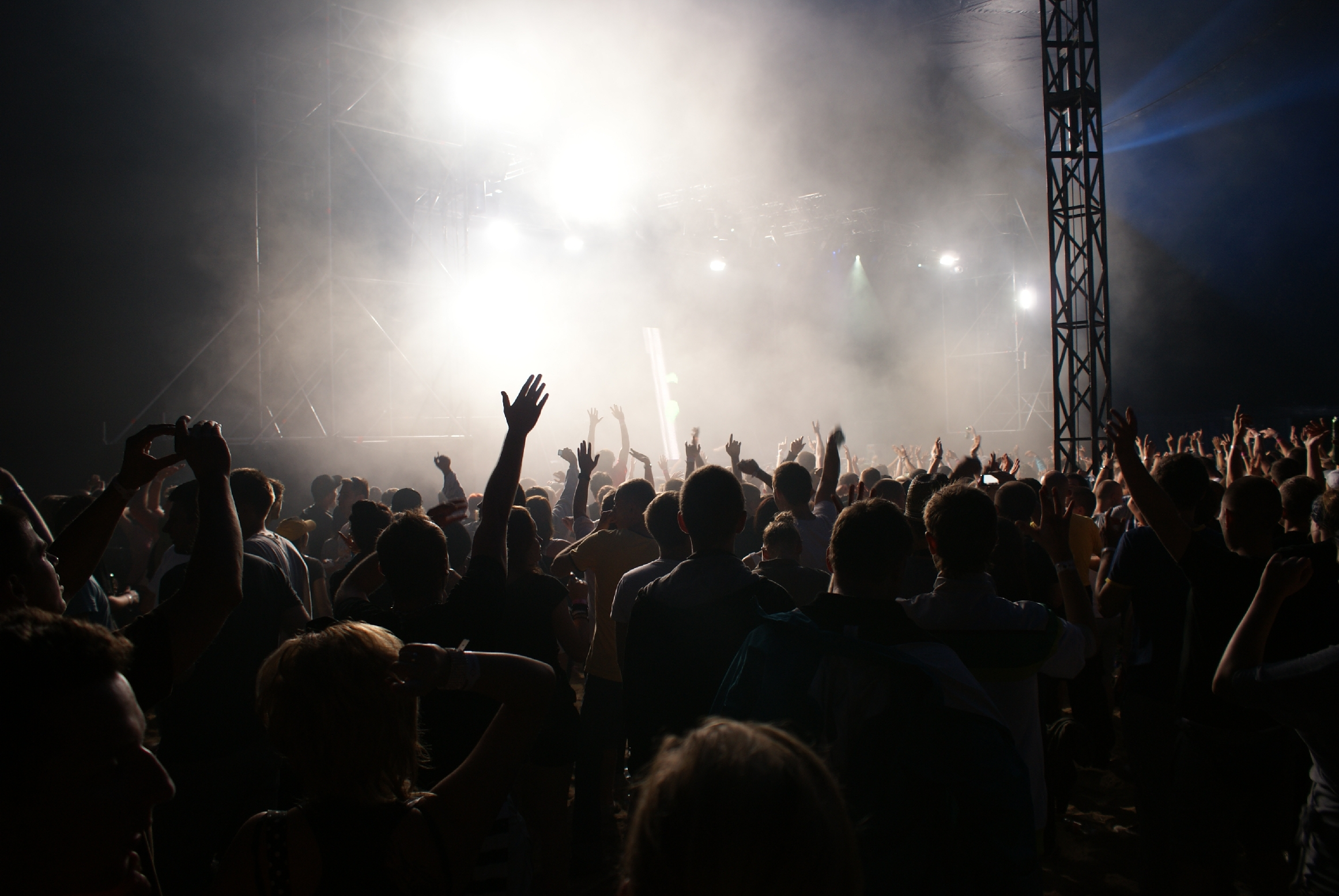
Audioriver Festival

Das Audioriver Festival ist ein Open-Air-Musikfestival für Elektronische Tanzmusik, welches jährlich in Płock, Polen, stattfindet.
Das Festival wurde 2006 erstmals am Ufer der Weichsel in Płock abgehalten. Die beiden ersten Events waren noch bei freiem Eintritt. Nach stetiger Vergrößerung hat man sich auf etwa 28.000 Besucher an drei Tagen eingependelt. Neben der Hauptbühne gibt es ein großes Zirkuszelt und kleinere Floors mit lokalen Acts.

## Künstler (Auswahl)
Goldie, Richie Hawtin, Magda, Ben Klock, Maceo Plex, Vitalic, Amelie Lens, Tale Of Us, Sven Väth, Booka Shade, Nina Kraviz, Röyksopp, Paul Kalkbrenner, Moderat, Chase & Status, Underworld, Róisín Murphy, Jeff Mills, Netsky uvm.